# Anatoli Ionov
Pour les articles homonymes, voir Ionov.
Anatoli Semionovitch Ionov (en russe Анатолий Семёнович Ионов), né le 23 mai 1939 à Noguinsk, en URSS et mort le 12 mai 2019 à Elektrostal, est un joueur professionnel russe de hockey sur glace.

## Carrière de joueur
Durant sa carrière professionnelle, il a évolué dans le Championnat d'URSS de hockey sur glace sous les couleurs des Krylia Sovetov et du CSKA Moscou. Il termine avec un bilan de 300 matchs et 139 buts en élite.

## Carrière internationale
Il a représenté l'URSS à 51 reprises (14 buts) sur une période de six ans de 1964 à 1969. Il a remporté l'or aux Jeux olympiques de 1968. Il a participé à trois éditions des championnats du monde pour un bilan de trois médailles d'or.

## Statistiques

### En équipe nationale
| Année | Équipe | Compétition |   | PJ | B | A | Pts | Pun           |  | Résultat |
| 1965  | URSS   | CM          | 7 | 4  | 4 | 8 | 6   | Médaille d'or |  |          |
| 1966  | URSS   | CM          | 1 | 0  | 0 | 0 | 2   | Médaille d'or |  |          |
| 1968  | URSS   | CM          | 6 | 1  | 2 | 3 | 2   | Médaille d'or |  |          |